# Mizda
Mizda (arab.: مزدة) – miasto w północno-zachodniej części Libii, w gminie Al-Dżabal al-Gharbi, ok. 23 tys. mieszkańców. Dawniej miasto było stolicą gminy Mizda.